# Латінос (футбольний клуб)
Футбольний клуб «Латінос» (англ. Latinos Football Club) — футбольний клуб Кайманових Островів з міста Джорджтаун. Клуб був заснований у 1982 році, постійного домашнього стадіону не має. Клуб грає у Прем'єр-лізі Кайманових Островів, один раз був чемпіоном островів, та двічі був володарем Кубку Кайманових Островів.

## Титули і досягнення
- Чемпіон Кайманових Островів (1): 2003—2004
- Володар Кубка Кайманових Островів (2): 2003—2004, 2006—2007